# Denizli (Pazarcık)
Denizli (kurdisch: Pulyanê jorî / Pûlyonê jûrî) ist ein Dorf im Landkreis Pazarcık der türkischen Provinz Kahramanmaraş. Das Dorf liegt etwa 20 Kilometer südwestlich von Pazarcık und 25 Kilometer südöstlich der Provinzhauptstadt Kahramanmaraş.

## Geschichte
Der Name des Dorfes lautete bis in die 1960er Jahre Yukarı Pulyanlı. Dieser wurde später in Denizli umgeändert.
Ungefähr 40 Kilometer entfernt liegt das Dorf Aşaği Pulyanlı. Die Einwohner dieser beiden Dörfer gehören zum kurdischen Stamm der Sinemilli.

## Religion und Kultur
Die Einwohner sind kurdische Aleviten. und sprechen Kurmancî. Charakteristisch für diesen Dialekt ist die Aussprache des e als a und des a als o. Diese Mundart wird vor allem in den Regionen Maras, Antep, Adiyaman, Urfa, Malatya, Konya, Sivas und im Syrischen Afrin gesprochen.
In Denizli (Pulyanlı) gibt es seit 2010 ein alevitisches Versammlungs- und Gotteshaus (Cemevi).

## Einwohner
| Jahr | Gesamt | Frauen | Männer |
| ---- | ------ | ------ | ------ |
| 2000 | 361    | 197    | 164    |
| 1985 | 485    | 246    | 239    |

## Ökonomie
Die Bewohner sind mehrheitlich in der Landwirtschaft tätig.

## Muhtar (Dorfvorsteher)
| Wahl Jahr | Muhtar / Dorfvorsteher |
| --------- | ---------------------- |
| 2019      | Ibrahim Önen           |
| 2009      | Veysel Orundaş         |
| 2004      | Şükrü Oruk             |
| 1999      | Turap Hüseyinogulları  |
| 1994      | Şıho Ortaş             |
| 1989      | Şıho Ortaş             |
| 1984      | Şıho Ortaş             |

## Bildung
Das Dorf verfügt über keine Schule. Die Schüler gehen ins benachbarte Dorf Seyrantepe zur Schule.